# 惠特比 (安大略省)
惠特比（英語：Whitby），又譯韋比或域比，是一個位於加拿大安大略省南部杜林區的鎮，並是杜林區的行政中心。惠特比座落安大略湖北岸，離多倫多市中心以東48公里，西臨亞積士和皮克靈，北接史喬各（Scugog），東鄰奧沙華，是大多倫多地區及金馬蹄地區的一部分。據2011年加拿大全國人口普查所示，惠特比人口為122,022人，而此鎮亦是奧沙華都會區的一部分。

## 歷史
上加拿大政府於1792年在現多倫多以東一帶進行勘探，並設立惠特比鄉（Whitby Township），以英格蘭約克郡的惠特比為名。19世紀初，效忠英國的殖民陸續從美國遷居至此。商人彼特·佩里（Peter Perry）於1836年在布羅克街夾登打士街一帶開設一間雜貨店，該處隨後發展成惠特比鄉的商業中心。
安大略縣於1852年成立，縣治設於惠特比鄉。安大略縣的法院、監獄和土地註冊處於往後年間相繼在惠特比鄉落成，進一步刺激惠特比鄉的發展，其人口於五年間從1000人上升至3500人。惠特比鄉的商業中心於1855年自設地方行政機關，成為惠特比鎮。連接惠特比港和佩里港（Port Perry）鐵路於1870年代開通。
第二次世界大戰期間，威廉·史提芬遜（William Stephenson）於1941年在惠特比設立X營地，為同盟國訓練間諜。營地上的建築於戰後被拆卸，原址改為公園，並於1984年添置一座紀念碑。戰後鎮内工業發展旺盛，人口於1957年達15000。
惠特比鎮與惠特比鄉於1968年合併，鎮界維持至今。安大略縣南部和杜林縣西南部於1974年改組成杜林區，惠特比亦同時成為杜林區的行政中心。

## 人口
惠特比的人口從2001年的87,413上升至2006年的111,184，五年間的升幅達27.2%。2005年鎮内每戶入息中位數為$84,219，較全省平均的$60,455為高。據2006加拿大全國人口普查所示，鎮内居民有約17.0%為有色人種，當中以黑人（6.1%）、南亞裔（3.3%）和華裔（1.9%）為主。

## 交通
鎮内有三條省級400系列高速公路，分別為401號、407號和412號公路。401號公路為鎮内的主要高速公路，呈東西走向橫越惠特比的南部，並與鎮内的布羅克街（Brock Street）和西克森道（Thickson Road）交匯。407號和412號公路皆為收費道路，前者呈東西走向橫越惠特比的中北部，後者則從南至北跟隨惠特比的西界連接401號和407號公路。非高速公路方面，12號省道的南端設於惠特比的北部，部分路段亦與7號省道共構。
加拿大太平洋鐵路和加拿大國家鐵路的多倫多至滿地可主鐵路綫皆途經惠特比的南部，而前者則有另一條鐵路綫途經惠特比的北部。維亞鐵路的城際客車駛經惠特比，卻不在鎮内停靠；乘客需在奧沙華火車站上落。GO通勤鐵路的湖濱東綫則於鎮内設站。
鎮内的巴士服務由杜林區公車局提供。該機構於2006年由杜林區内各城鎮的公共交通機構合併而成；在此之前，惠特比的巴士服務則由惠特比公車局提供。另外，GO運輸公司亦提供通勤巴士路綫服務惠特比。

## 教育
惠特比鎮內的公立幼稚園及中小學由下列機構營運：
- 杜林區教育局（Durham District School Board）負責營運市內的英語公立中小學（23間小學、4間中學）
- 杜林區天主教教育局（Durham Catholic District School Board）負責營運市內的英語天主教公立中小學（8間小學、2間中學）

## 外部連結
- 惠特比鎮政府官方網站 （页面存档备份，存于）